# エンジェル・イン・ザ・ダーク
『エンジェル・イン・ザ・ダーク』（Angel in the Dark）は、2001年に発売されたアメリカのシンガーソングライター、ローラ・ニーロのアルバムで、1994年と1995年に録音された音源を使用してニーロの死後にリリースされた。

## レコーディングとリリース
ニーロは、最終的に1997年の死の原因となった卵巣腫瘍の化学療法を受けながらこのアルバムをレコーディングしたが、レコーディングは完了しなかった。これらの曲は彼女の最後のレコーディングセッションであり、当初は小規模な独立系レーベルからリリースされる予定だったが、ニーロのキャリアのより広範なリリースとプロモーションのためにラウンダー・レコードに引き渡された。

## 批評家の評価
オールミュージック・ガイドの編集者は、このアルバムに星5個中の4個を与え、リビュワーのロニー・D・ランクフォード・ジュニアはこのアルバムを「ローラ・ニーロに誰もが期待する優雅な歌声と丁寧に作られた歌をフィーチャーした素敵なレコーディング」で「素晴らしいコーダで、深夜のリスニングに最適で、ニーロの他の録音と相性抜群」と評した。オースティン・クロニクル紙のマーガレット・モーザーは、このリリースをニーロの差し迫った死に対する反省の一部として位置づけ、カバーバージョンにはニーロの影響が含まれており、オリジナルトラックは彼女の人生と音楽の最も重要なテーマについて語っていると指摘している。ビルボード誌のマイケル・パドレッタは、このアルバムを「ニーロの痛々しいほど美しい」ボーカルにふさわしい「適切なタイトル」と呼び、彼女のソングライターとしてのキャリアは、このコレクションに見られる彼女に影響を与えた曲と同じくらい完成されていると述べた。バドレッタの同僚のジム・ベスマンは、このアルバムを2001年のトップアルバムと位置付けた。

## 収録曲
1. 「エンジェル・イン・ザ・ダーク」"Angel in the Dark"（ニーロ）– 4:04
2. 「トリプル・ゴッデス・トワイライト」"Triple Goddess Twilight"（ニーロ）– 3:59
3. 「ウィル・ユー・スティル・ラヴ・ミー・トゥモロウ」"Will You Still Love Me Tomorrow"（ジェリー・ゴフィン、キャロル・キング）– 5:59
4. 「ヒー・ウォズ・トゥー・グッド・トゥ・ミー」"He Was Too Good to Me"（ロレンツ・ハート、リチャード・ロジャース）- 2:36
5. 「スウィート・ドリーム・フェイド」"Sweet Dream Fade"（ニーロ）- 4:26
6. 「シリアス・プレイグラウンド」"Serious Playground"（ニーロ）- 4:17
7. 「ビー・アウェア」"Be Aware"（バート・バカラック、ハル・デヴィッド）- 3:01
8. 「レット・イット・ビー・ミー」"Let It Be Me"（ジルベール・ベコー、ピエール・ドラノエ）- 2:13
9. 「ガーデニア・トーク」"Gardenia Talk"（ニーロ）- 2:44
10. 「ウー・ベイビー・ベイビー」"Ooh Baby, Baby"（ピート・ムーア（英語版）、スモーキー・ロビンソン）- 3:24
11. 「エンブレイサブル・ユー」"Embraceable You"（ジョージ・ガーシュウィン、アイラ・ガーシュウィン）- 2:08
12. 「ララ・ミーンズ・アイ・ラヴ・ユー」"La La Means I Love You"（トム・ベル、ウィリアム・ハート（英語版））- 4:18
13. 「ウォーク・オン・バイ」"Walk On By"（バカラック、デヴィッド）- 2:17
14. 「アニマル・グレイス」"Animal Grace"（ニーロ）- 1:27
15. 「我が子よ 苦しまないで」"Don't Hurt Child"（ニーロ）- 3:22
16. 「コーダ」"Coda"（ニーロ）- 1:05
（静寂） – 3:00
「カム・アンド・ゲット・ジーズ・メモリーズ」"Come and Get These Memories（ホーランド＝ドジャー＝ホーランド）- 1:25

「コーダ」の前に「エンジェル・イン・ザ・ダーク」（2:41）、「ウー・ベイビー・ベイビー」（3:29）および「我が子よ、苦しまないで」（3:30）の別テイクを収録したSuper Audio CDが2002年より発売された。

## パーソネル
「エンジェル・イン・ザ・ダーク」
- ローラ・ニーロ – リードおよびハーモニーボーカル、エレクトリックピアノ
- マイケル・ブレッカー – テナー・サクソフォーン
- ランディ・ブレッカー – トランペット
- バシリ・ジョンソン（英語版） – パーカッション
- トミー・ミッチェル – ホーン・アレンジメント
- バーナード・パーディ – ドラムス
- ジョン・トロペイ – エレクトリックギター、ホーン・アレンジメント
- フレディー・ワシントン（英語版） – ベースギター

1995年8月5日、パワーステーションでの録音
- ウェイン・ユージェリン – エンジニア
- ロバート・スミス – エンジニア助手

マジックショップでの追加録音
- スティーヴ・ローゼンタール – エンジニア
- アルバート・リューシンク – エンジニア助手

「トリプル・ゴッデス・トワイライト」
- ローラ・ニーロ – リード及びハーモニーボーカル、アコースティックピアノ

1995年4月28日、パワーステーションでの録音
- ダン・ゲラート - エンジニア
- ロバート・スミス – エンジニア助手

「ウィル・ユー・スティル・ラヴ・ミー・トゥモロウ」
- ローラ・ニーロ – ボーカル、アコースティックピアノ
- ウィル・リー – ベースギター
- クリス・パーカー – ドラムス
- ジェフ・ピーヴァー（英語版） – ギター
- キャロル・スティール – パーカッション

1994年8月29日、パワーステーションでの録音
- ダリル・ガスタマチオ - エンジニア
- ロバート・スミス – エンジニア助手
- ピーター・ゴールウェイ – プロデューサー助手

「ヒー・ウォズ・トゥー・グッド・トゥ・ミー」
- ローラ・ニーロ – ボーカル、アコースティックピアノ

1994年10月22日、リバー・サウンドでの録音
- ウェイン・ユージェリン – エンジニア
- T.ゴンス – エンジニア助手

「スウィート・ドリーム・フェイド」
- ローラ・ニーロ – ボーカル、エレクトリックピアノ
- マイケル・ブレッカー – テナー・サクソフォーン
- ランディ・ブレッカー – トランペット
- バシリ・ジョンソン – パーカッション
- トミー・ミッチェル – ホーン・アレンジメント
- バーナード・パーディ – ドラムス
- ジョン・トロペイ – エレクトリックギター、ホーン・アレンジメント
- フレディー・ワシントン – ベースギター

1995年8月5日、パワーステーションでの録音
- ウェイン・ユージェリン – エンジニア
- ロバート・スミス – エンジニア助手

マジックショップでの追加録音
- スティーヴ・ローゼンタール – エンジニア
- アルバート・リューシンク – エンジニア助手

「シリアス・プレイグラウンド」
- ローラ・ニーロ – リード及びハーモニーボーカル、アコースティックピアノ

1995年4月28日、パワーステーションでの録音
- ダン・ゲラート - エンジニア
- ロバート・スミス – エンジニア助手

「ビー・アウェア」
- ローラ・ニーロ – ボーカル、アコースティックピアノ
- ウィル・リー – ベースギター
- クリス・パーカー – ドラムス
- ジェフ・ピーヴァー – ギター
- キャロル・スティール – パーカッション

1994年8月30日、パワーステーションでの録音
- ダリル・ガスタマチオ - エンジニア
- ロバート・スミス – エンジニア助手
- ピーター・ゴールウェイ – プロデューサー助手

「レット・イット・ビー・ミー」
- ローラ・ニーロ – ボーカル、アコースティックピアノ

1994年10月22日、リバー・サウンドでの録音
- ウェイン・ユージェリン – エンジニア
- T.ゴンス – エンジニア助手

「ガーデニア・トーク」
- ローラ・ニーロ – ボーカル、エレクトリックピアノ
- バシリ・ジョンソン – パーカッション
- バーナード・パーディ – ドラムス
- ジョン・トロペイ – エレクトリックギター
- フレディー・ワシントン – ベースギター

1995年8月5日、パワーステーションでの録音
- ウェイン・ユージェリン – エンジニア
- ロバート・スミス – エンジニア助手

マジックショップでの追加録音
- スティーヴ・ローゼンタール – エンジニア
- アルバート・リューシンク – エンジニア助手

「ウー・ベイビー・ベイビー」
- ローラ・ニーロ – ボーカル、アコースティックピアノ
- ウィル・リー – ベースギター
- クリス・パーカー – ドラムス
- ジェフ・ピーヴァー – ギター
- キャロル・スティール – パーカッション

1994年8月30日、パワーステーションでの録音
- ダリル・ガスタマチオ - エンジニア
- ロバート・スミス – エンジニア助手
- ピーター・ゴールウェイ – プロデューサー助手

「エンブレイサブル・ユー」
- ローラ・ニーロ – ボーカル、アコースティックピアノ

1994年8月28日、パワーステーションでの録音
- ダリル・ガスタマチオ - エンジニア
- ロバート・スミス – エンジニア助手
- ピーター・ゴールウェイ – プロデューサー助手

「ララ・ミーンズ・アイ・ラヴ・ユー」
- ローラ・ニーロ – ボーカル、アコースティックピアノ
- ウィル・リー – ベースギター
- クリス・パーカー – ドラムス
- ジェフ・ピーヴァー – ギター
- キャロル・スティール – パーカッション

1994年8月29日、パワーステーションでの録音
- ダリル・ガスタマチオ - エンジニア
- ロバート・スミス – エンジニア助手
- ピーター・ゴールウェイ – プロデューサー助手

「ウォーク・オン・バイ」
- ローラ・ニーロ – ボーカル、エレクトリックピアノ

1994年3月、ゴールウェイ・ベイ・ミュージック
- ピーター・ゴールウェイ – エンジニア

「アニマル・グレイス」
- ローラ・ニーロ – リード及びハーモニーボーカル、アコースティックピアノ

1995年4月28日、パワーステーションでの録音
- ダン・ゲラート - エンジニア
- ロバート・スミス – エンジニア助手

「我が子よ、苦しまないで」
- ローラ・ニーロ – リード及びハーモニーボーカル、エレクトリックピアノ
- バシリ・ジョンソン – パーカッション
- バーナード・パーディ – ドラムス
- ジョン・トロペイ – エレクトリックギター
- フレディー・ワシントン – ベースギター

1995年8月5日、パワーステーションでの録音
- ウェイン・ユージェリン – エンジニア
- ロバート・スミス – エンジニア助手

マジックショップでの追加録音
- スティーヴ・ローゼンタール – エンジニア
- アルバート・リューシンク – エンジニア助手

「コーダ」
- ローラ・ニーロ – リード及びハーモニーボーカル、エレクトリックピアノ
- バシリ・ジョンソン – パーカッション
- バーナード・パーディ – ドラムス

1995年8月5日、パワーステーションでの録音
- ウェイン・ユージェリン – エンジニア
- ロバート・スミス – エンジニア助手

マジックショップでの追加録音
- スティーヴ・ローゼンタール – エンジニア
- アルバート・リューシンク – エンジニア助手

スタッフ
- スコット・ブリントン – プロデューサー
- トム・コイン – マスタリング、スターリング・サウンド（ニューヨーク）
- デヴィッド・ガー – 撮影
- ディック・コンダス – ミキシング助手、ソーサラー・サウンド（ニューヨーク、2000年8月）
- ローラ・ニーロ – プロデューサー
- スティーヴ・ローゼンタール – ミキシング、ソーサラー・サウンド（ニューヨーク、2000年8月）
- アイリーン・シルバー＝リリーホワイト – プロデューサー
- ジーン・ウィルコックス – デザイン、イラスト

## チャート成績
『エンジェル・イン・ザ・ダーク』は2001年7月28日にビルボードのインターネット・アルバム・チャートに17位で初登場し、8月4日には8位を記録した。